# Gonocerus
Gonocerus är ett släkte av halvvingar som först beskrevs av Arnold Adolph Berthold 1827. Gonocerus ingår i familjen bredkantskinnbaggar, Coreidae.

## Dottertaxa tillGonocerus, i alfabetisk ordning[1]
- Gonocerus acuteangulatus (Goeze, 1778)
- Gonocerus insidiator (Fabricius, 1787)
- Gonocerus juniperi Herrich-Schäffer, 1839
- Gonocerus lictor Horváth, 1879
- Gonocerus longicornis Hsiao, 1964
- Gonocerus lux Van Reenen, 1981
- Gonocerus nigrovittatus Ren, 1984
- Gonocerus patellatus Kiritshenko, 1916
- Gonocerus yunnanensis Hsiao, 1964

## Bildgalleri

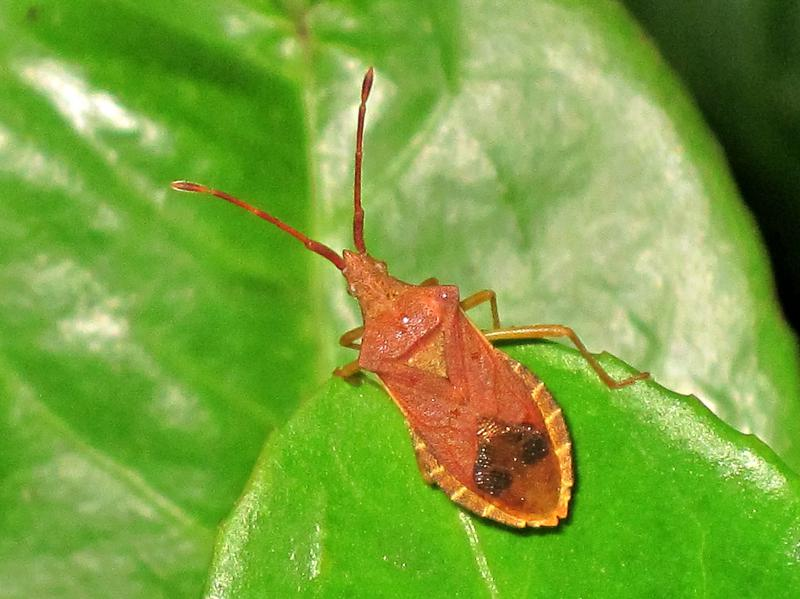
Gonocerus acuteangulatus
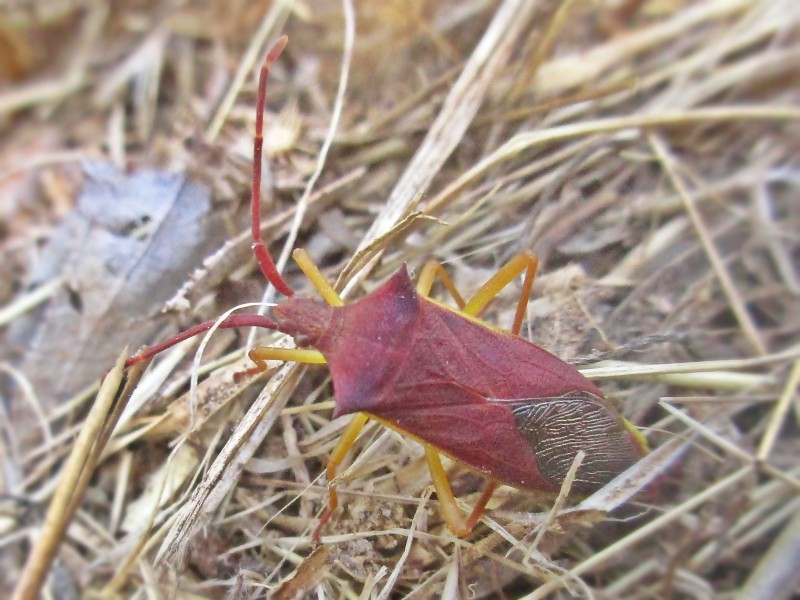
Gonocerus insidiator
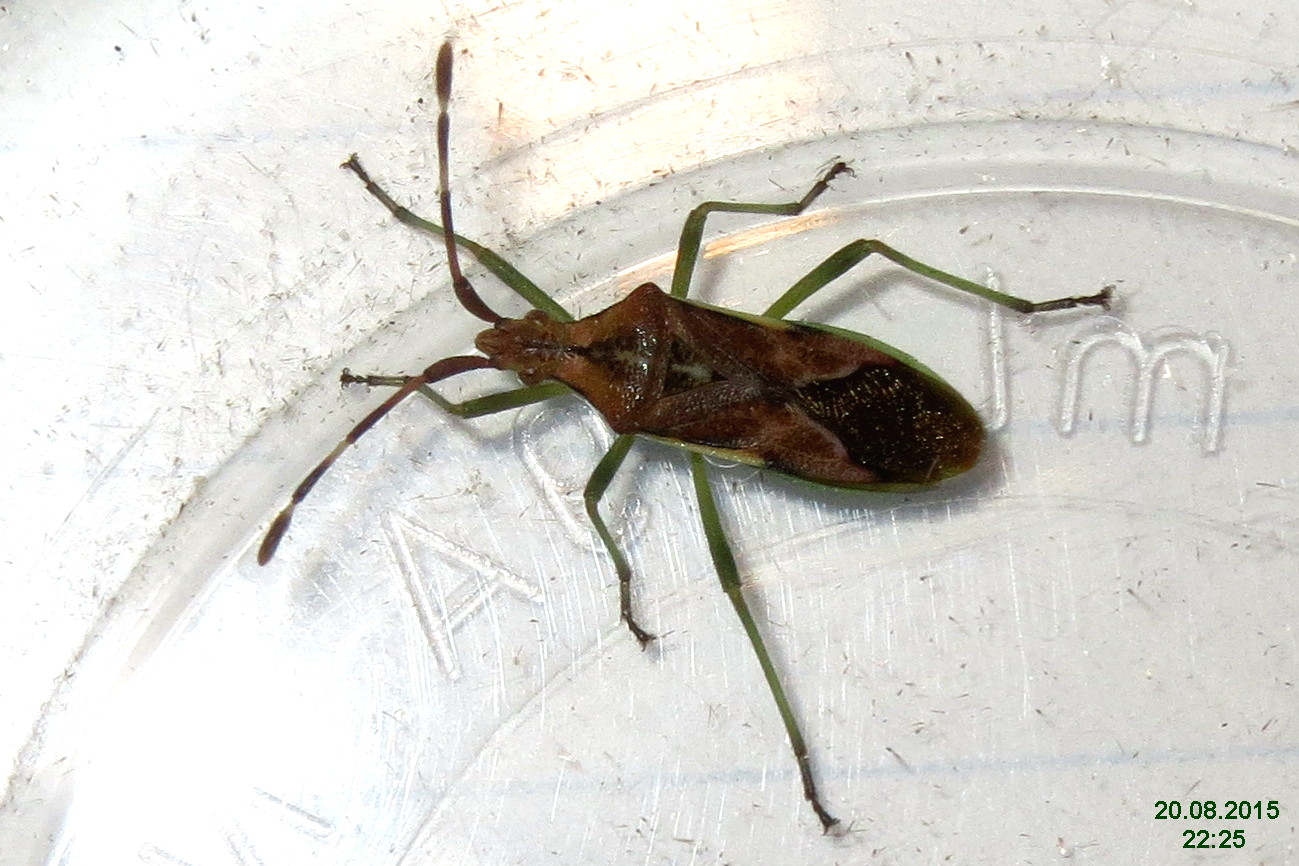
Gonocerus juniperi